# Gülməmmədli (Cəlilabad)
Gülməmmədli è un comune dell'Azerbaigian situato nel distretto di Cəlilabad. Conta una popolazione di 2 442 abitanti.